# Italia septentrional
Con Italia septentrional (llamada también Septentrión, Alta Italia, Norte de Italia o simplemente el Norte; en italiano Nord Italia, Settentrione, il Nord) se entiende normalmente el conjunto de las regiones italianas comprendidas entre la parte norte de los Apeninos septentrionales y la que queda al sur de los Alpes. Es una definición amplia, de tipo cultural, histórico y geográfico, sin ningún uso administrativo. En su mayor parte corresponde a la Italia continental y un sector peninsular.
Estas regiones son: Piamonte, Valle de Aosta, Liguria, Lombardía, Trentino-Alto Adigio, Véneto, Friul-Venecia Julia y Emilia-Romaña. Viven en ella 27.636.855 habitantes, esto es, casi la mitad de la población italiana, y producen el 59,9% del producto interior bruto nacional.

## Subdivisión
A su vez, la Italia septentrional se divide geográfica y estadísticamente en dos regiones NUTS:
- Italia noroccidental o Noroeste, que comprende el Valle de Aosta, el Piamonte, la Lombardía y Liguria;
- Italia nororiental o Nordeste, comprende Trentino-Alto Adigio, Véneto, Friul-Venecia Julia y Emilia-Romaña.

## Geografía
De lejos, la parte mayor de la Italia septentrional está ocupada por la cuenca del río Po, que comprende toda la amplia llanura que se extiende desde el pie de los Apeninos hasta el de los Alpes, junto con los valles y las laderas a ambos lados de él. A lo largo de toda su longitud de hecho, desde su fuente en Monviso a su desembocadura en el mar Adriático —una distancia de más de cinco grados de longitud, o 220 millas en una línea directa— el Po recibe todas las aguas que fluyen de los Apeninos hacia el norte y todas aquellas que descienden desde los Alpes hacia el sur, hasta que se llega al Adigio, que, después de seguir un curso paralelo con el Po durante una distancia considerable, entra en el Adriático por una desembocadura distinta.

## Economía
El norte de Italia es la zona más desarrollada y productiva del país, y sede de la primera parte de Italia en ser industrializada en la última mitad del siglo XIX, el llamado «triángulo industrial» se formó por los centros fabriles de Milán y Turín y el puerto de Génova. Con un PIB nominal, en el año 2007 calculado en 834.000 millones de euros, la Italia septentrional produce casi el 54% de la economía nacional.